# Canal inghinal
Canalele inghinale sunt cele două pasaje din peretele abdominal anterior al oamenilor și animalelor. La bărbați cordoanele spermatice le traversează, iar la femei sunt traversate de ligamentul rotund al uterului. Canalele inghinale sunt mai mari și mai proeminente la bărbați. Există un canal inghinal pe fiecare parte a liniei mediane.

## Anatomie
Canalele inghinale sunt situate chiar deasupra jumătății mediale a ligamentului inghinal. La ambele sexe canalele sunt traversate și de nervii ilioinghinali. Canalele sunt de aproximativ 3,75 - 4 cm lungime, în unghi anteroinferior și medial. La bărbat, diametrul său este în mod normal de 2 cm (± 1 cm în deviație standard) la nivelul inelului inghinal profund.  
O aproximare de ordinul întâi este de a vizualiza fiecare canal ca un cilindru. 

### Pereții
Pentru a ajuta la definirea limitelor, aceste canale sunt adesea aproximate ca niște cutii cu șase laturi. Fără a include cele două inele, cele patru laturi rămase sunt denumite de obicei "peretele anterior", "peretele inferior ("podea")", "peretele superior ("acoperișul")" și "peretele posterior".  Acestea constau din următoarele:
| | perete superior (acoperiș): - crucea mediană a aponevrozei oblicului extern - arcurile musculoaponevrotice ale abdomenului intern oblic și transvers - fascie transversală | |
| peretele anterior: - aponevroza oblicului extern - partea cărnoasă a oblicului intern (numai treimea laterală a canalului) - inel inghinal superficial (doar treimea mediană a canalului) | canal inghinal | peretele posterior: - fascia transversală - tendonul conjunctiv ( falx inghinal, parte reflectată a ligamentului inghinal, doar treimea medială a canalului) - inel inghinal profund (numai treimea laterală a canalului) |
| | perete inferior (podea): - ligament inghinal - ligament lacunar (doar treimea mediană a canalului) - tractul iliopubic (doar treimea laterală a canalului)                 | |

### Inelul inghinal profund
Inelul inghinal profund (inelul abdominal intern sau profund, inelul inghinal abdominal, inelul inghinal intern) este intrarea în canalul inghinal.

#### Localizare
Marcarea pe suprafață a localizării inelului inghinal profund este descrisă în mod clasic la o jumătate de centimetru deasupra punctului mijlociu al ligamentului inghinal. 
Cu toate acestea, în anatomia suprafeței poziția punctului este contestată. Într-un studiu recent  s-a constatat că se află într-o regiune între punctul median inghinal (situat la jumătatea distanței dintre coloana iliacă anterioară superioară și simfiza pubiană) și punctul mediu al ligamentului inghinal (adică la jumătatea distanței dintre iliacul superior anterior coloana vertebrală și tuberculul pubian). În mod tradițional, oricare dintre aceste două zone a fost revendicat ca locație. Cu toate acestea, această afirmație se bazează pe studiul a 52 de cadavre disecate și nu poate fi reflectat în anatomia in vivo.
Unele surse afirmă că s-ar afla în stratul fasciei transversale. 

#### Descriere
Este de formă ovală, axa lungă a ovalului fiind verticală; variază în mărime la diferiți subiecți și este mult mai mare la bărbat decât la femeie. Este delimitat, deasupra și lateral, de marginea inferioară arcuită a fasciei transversale; dedesubt și medial, de către vasele epigastrice inferioare. Prin acestea trec cordonul spermatic la mascul și ligamentul rotund al uterului la femelă.
Din circumferința sa, o membrană subțire în formă de pâlnie, fascia infundibuliformă, se continuă în jurul cordonului spermatic și al testiculului, încadrându-le într-o acoperire distinctă.

### Inelul inghinal superficial

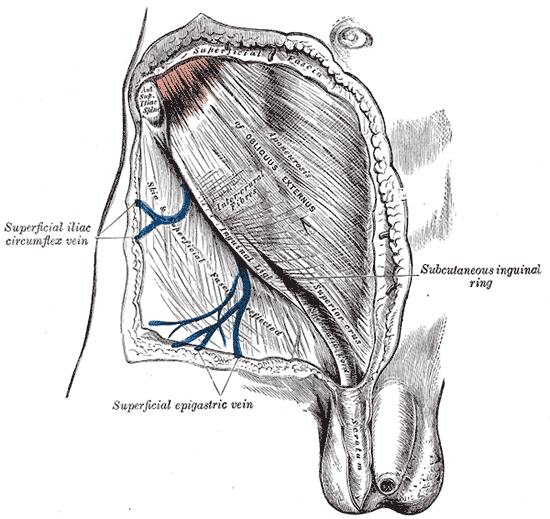
Inelul superficial inghinal.

Inelul inghinal superficial (inelul inghinal subcutanat sau inelul inghinal extern) este o structură anatomică în peretele anterior al abdomenului mamiferelor. Este o deschidere triunghiulară care formează ieșirea canalului inghinal, care găzduiește nervul ilioinginal, ramura genitală a nervului genitofemoral și cordonul spermatic (la bărbați) sau ligamentul rotund (la femei). La celălalt capăt al canalului, inelul inghinal profund formează intrarea. 
Se găsește în aponevroza mușchiului oblic extern, imediat deasupra crestei pubiene, cu un centimetru deasupra și superolateral tuberculului pubian. Are următoarele limite: marginea medială prin creasta pubiană, marginea laterală prin tuberculul pubian și inferior prin ligamentul inghinal. 

### Dezvoltarea
În timpul dezvoltării, fiecare testicul coboară de la punctul de plecare pe peretele abdominal posterior (para-aortic) din umflăturile labioscrotale din apropierea rinichilor, în josul abdomenului și prin canalele inghinale pentru a ajunge la scrot. Fiecare testicul coboară apoi prin peretele abdominal în scrot, în spatele procesului vaginal (care ulterior anulează). Astfel, răspândirea limfatică de la o tumoare testiculară este mai întâi la nodurile para-aortice și nu la ganglionii inghinali.

## Fiziologie
Structurile care trec prin canale diferă între bărbați și femeie:
- la masculi: cordonul spermatic [10] și învelișurile acestuia + nervul ilioinginal .
- la femele: ligamentul rotund al uterului + nervul ilioinginal.

Descrierea clasică a conținutului cordoanelor spermatice la mascul este:
3 artere: artera către canalele deferente (sau canalul deferent), artera testiculară, artera cremasteră;
3 straturi fasciale: fascia spermatică externă, fascia cremasterică și fascia spermatică internă;
3 alte structuri: plexul pampiniform, canalul deferent (ductus deferens), limfaticele testicular;
3 nervi: ramură genitală a nervului genitofemoral (L1/L2), fibre aferente simpatice și viscerale, nerv ilioinghinal (N.B. în afara cordonului spermatic, dar se deplasează lângă el).
Rețineți că nervul ilioinghinal trece prin inelul superficial pentru a coborî în scrot, dar, formal, nu trece prin canal.

## Semnificația clinică
Conținutul abdominal (posibil incluzând intestinul) poate să se deplaseze anormal din cavitatea abdominală. În cazul în care aceste conținuturi ies prin canalul inghinal, după ce au trecut prin inelul inghinal profund, afecțiunea este cunoscută sub numele de hernie inghinală indirectă sau oblică. Acest lucru poate provoca, de asemenea, infertilitate. Această afecțiune este mult mai frecventă la bărbați decât la femele, datorită dimensiunii reduse a canalului inghinal la femeie.
Hernia care iese din cavitatea abdominală direct prin straturile profunde ale peretelui abdominal, ocolind astfel canalul inghinal, este cunoscută sub numele de hernie inghinală directă.
La bărbați cu prezentarea puternică a reflexului cremasteric, testiculele pot, în timpul clinostatismul activității sexuale sau manual prin manipulare - parțială sau completă - se poate face înapoierea  testiculelor în canalul inghinal pentru o perioadă scurtă de timp. La tineri și la adulții cu leziuni inghinale, retracția testiculară poate fi prelungită și poate duce la infertilitate cauzată de supraîncălzire. 
Inelul superficial este palpabil  în condiții normale. Se dilată într-o afecțiune numită pubalgie atletică. Conținutul abdominal poate ieși prin inel în hernia inghinală.

## Imagini suplimentare

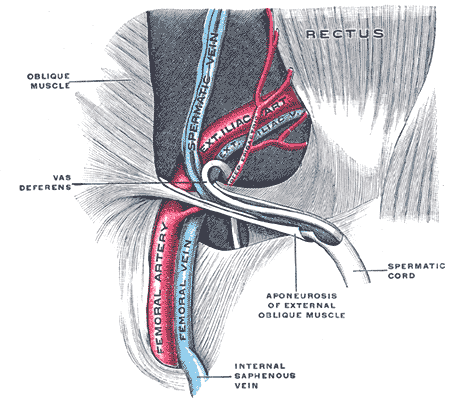
Cordonul spermatic din canalul inghinal.
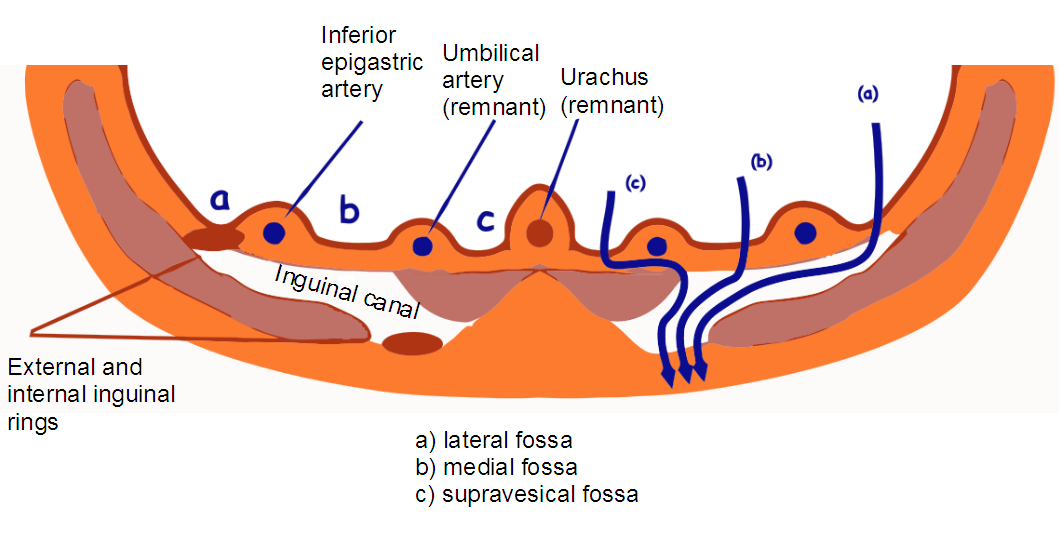
Fose inghinale.
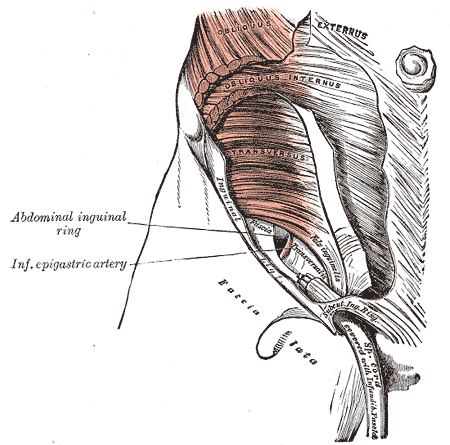
Inelul inghinal abdominal.
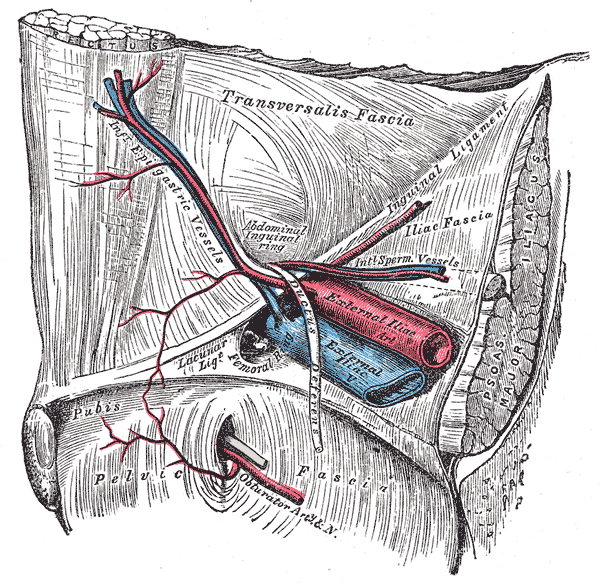
Relațiile inelelor inghinale femurale și abdominale, văzute din interiorul abdomenului. Partea dreapta.
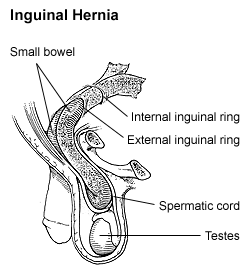
Diagrama unei hernii inghinale scrotale indirecte (vedere mediană din stânga)
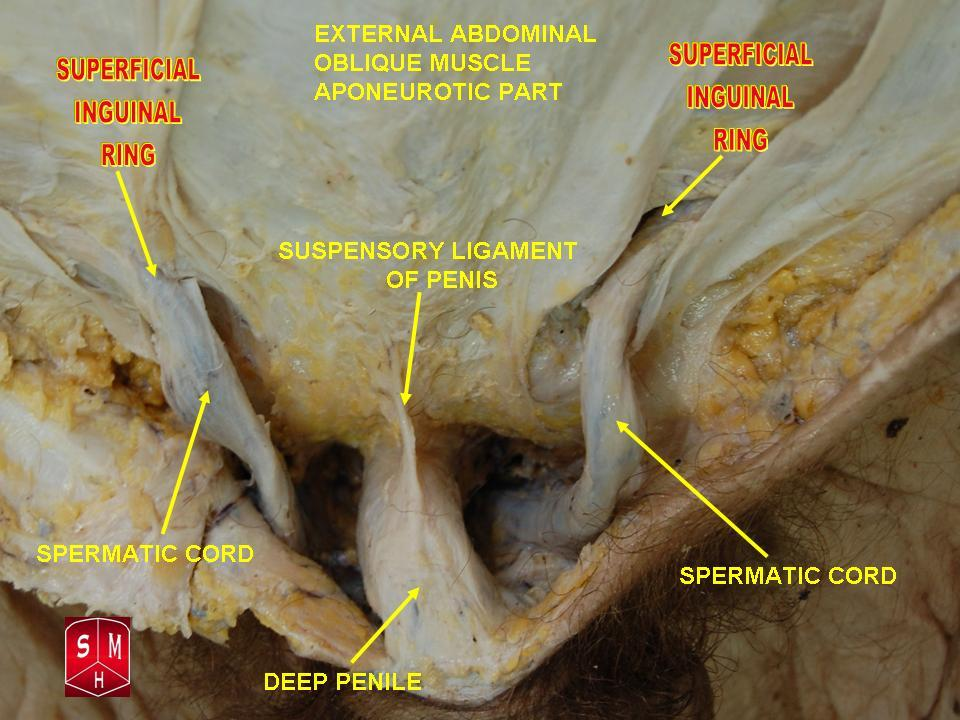
Inel inghinal superficial
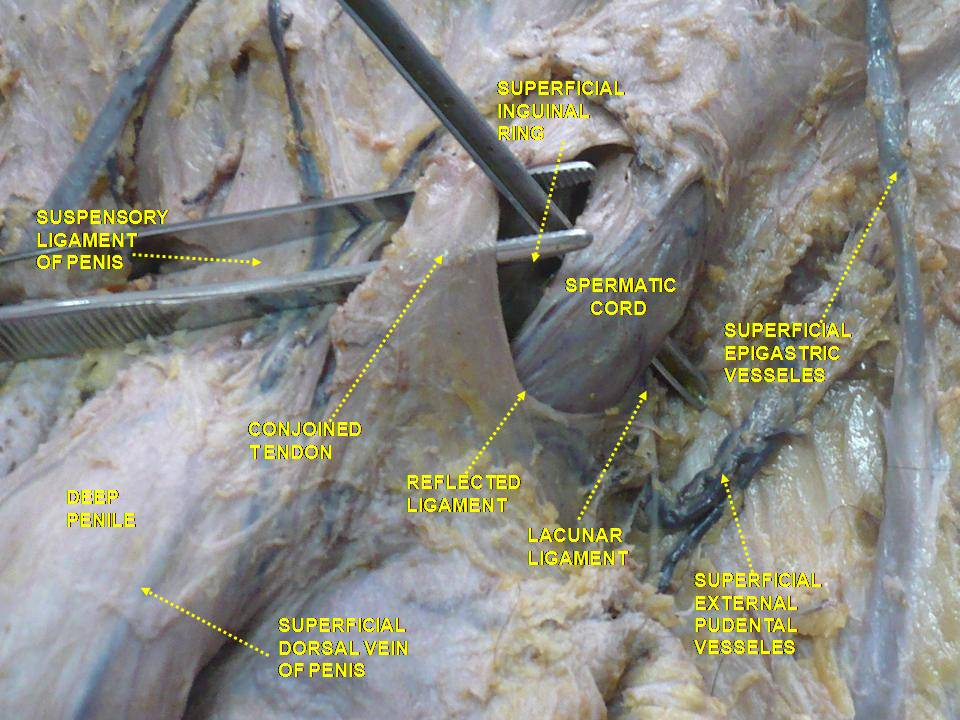
Peretele abdominal anterior. Disecția intermediară. Vederea anterioară